# 伍麗華
伍 麗華（ご れいか、ウー リーフア、ルカイ語：Saidhai Tahovecahe、サイザイ・タホヴェツァヘ、1969年〈民国58年〉8月12日 - ）は、中華民国（台湾）の政治家。民主進歩党所属の立法委員。台湾原住民のルカイ族。

## 経歴
2008年、屏東県立泰武国民小学の校長に就任し、同校を率いて台湾最大の音楽賞である金曲奨を2回、教育部優秀教育賞を2回受賞した。
2016年、屏東県長の潘孟安に屏東県政府原住民問題局長に任命された。
2020年の第10回立法委員選挙では中選挙区制である山地原住民選挙区から出馬し、25,772票を獲得し3位で当選した。陳瑩と共に民進党で初めて2つの原住民議席を獲得した。
2024年の第11回立法委員選挙では前回選挙より票数を大きく伸ばした31,874票を獲得し2位で再選された。民進党の地盤が特に弱い山地原住民選挙区で3万票を超えた得票数を得られたのは、伍麗華の原住民問題、教育問題、辺境地建設などへの取り組みが評価されたものと捉えられた。
2025年、国民党の立法委員への罷免案の報復として、山地原住民選挙区の伍麗華への罷免案が提出された。原住民選挙区は国民党が非常に強い選挙区であることから、国民党主席の朱立倫は「最も罷免が容易である」と発言した。しかし、最終的に罷免投票に進むために必要な署名が集まらず、罷免案は不成立となった。これを受け伍麗華は「すべての原住民に感謝の意を表します。私たちは素晴らしいのです」と述べた。国民党が圧倒的に強い選挙区で罷免案が不成立になったことで、伍麗華が有権者である原住民に支持を拡大させていることの証左となった。

## 選挙記録
| 年度 | 選挙               | 選挙区           | 所属政党   | 得票数 | 得票率 | 当選 | 注釈 |
| ---- | ------------------ | ---------------- | ---------- | ------ | ------ | ---- | ---- |
| 2020 | 第10回立法委員選挙 | 山地原住民選挙区 | 民主進歩党 | 25,772 | 17.81% |      |      |
| 2024 | 第11回立法委員選挙 | 山地原住民選挙区 | 民主進歩党 | 31,874 | 22.10% |      |      |